# Grove City (Minnesota)
Grove City és una població dels Estats Units a l'estat de Minnesota. Segons el cens del 2000 tenia 608 habitants.

## Demografia
Segons el cens del 2000, Grove City tenia 608 habitants, 257 habitatges, i 160 famílies. La densitat de població era de 366,8 habitants per km².
Dels 257 habitatges en un 30,4% hi vivien nens de menys de 18 anys, en un 46,7% hi vivien parelles casades, en un 12,8% dones solteres, i en un 37,4% no eren unitats familiars. En el 31,5% dels habitatges hi vivien persones soles el 14,4% de les quals corresponia a persones de 65 anys o més que vivien soles. El nombre mitjà de persones vivint en cada habitatge era de 2,37 i el nombre mitjà de persones que vivien en cada família era de 2,98.
Per edats la població es repartia de la següent manera: un 28,5% tenia menys de 18 anys, un 10% entre 18 i 24, un 24% entre 25 i 44, un 20,4% de 45 a 60 i un 17,1% 65 anys o més.
L'edat mediana era de 36 anys. Per cada 100 dones de 18 o més anys hi havia 86,7 homes.
La renda mediana per habitatge era de 29.313 $ i la renda mediana per família de 38.750 $. Els homes tenien una renda mediana de 28.125 $ mentre que les dones 20.417 $. La renda per capita de la població era de 14.237 $. Entorn del 9,4% de les famílies i el 12,3% de la població estaven per davall del llindar de pobresa.

## Poblacions més properes
El següent diagrama mostra les poblacions més properes.